# Orgoglio (film 1938)
Orgoglio è un film del 1938 diretto da Marco Elter.

## Trama
Alberto è un giovane ingegnere che non riesce ad ottenere il sostegno e la fiducia del padre, un ricco industriale con una mentalità da passatista.
Grazie alla sua testardaggine Alberto dedica i suoi sforzi a un esperimento il cui esito è però fallimentare.
Solo adesso che vede il figlio ferito l'industriale resta colpito dalla sua tenacia e decide di aiutarlo. Questa volta l'esperimento si rivela un grande successo ma le sue idee di miglioramenti tecnici vengono regolarmente bocciate dal padre.